# 浜千鳥節
浜千鳥節（濱千鳥節、はまちどりぶし）は沖縄県に伝わる琉球民謡・俗謡。単に「浜千鳥」としたときには、浜千鳥節に合わせて踊られる雑踊りの「浜千鳥」を指す場合もある。チジュヤー（チヂュヤー）とも。

## 解説
もの寂しげな曲調が特徴であり、哀愁めいた唄の他に恋唄も唄われる。うるま市赤野海岸には「浜千鳥の歌碑」が建てられている。歌碑には「旅や浜宿い 草の葉と枕 寝ても忘らゝぬ 我親のおそば」と刻まれている。この琉歌には、首里王府から流れてきた伊波氏が唄ったと伝えられる伝承がある。この地に住む伊波家にこの琉歌の由来が代々伝承されたとされることから、1997年にうるま市が歌碑を建立した。

## 歌詞
詩形は八八八六の琉歌である。異郷の浜辺からの郷愁が唄われる。曲名の「浜千鳥」は「千鳥は浜でチュイチュイ鳴く」を意味する囃子言葉からでたもの。
池宮正治はその著書『琉球芸能文学論』において、元は「波に音そへて誰よびやり鳴きゆがあはれ仲島の浦の千鳥」と唄われており、三線曲となってから「浜千鳥」となったのであろうと述べた。また、今日まで伝えられている囃子言葉はこの「浦の千鳥」を由来であると伝える。

## 雑踊
浜千鳥節にあわせて踊られる琉球舞踊に雑踊「浜千鳥」がある。雑踊りの傑作とも呼ばれ、主に紺地の絣をウシンチー（帯を使わず着物の襟の下を袴の紐に挟む方法）で着付けた娘たちが踊る。1880年代に当時流行していた浜千鳥節に、組踊役者であった玉城盛重が振付したものである。同じく浜千鳥節を元に踊られるものに伊良波尹吉による「南洋浜千鳥」（ダンス千鳥）がある。南洋諸島への移民が活発であった1930年代頃に、南洋諸島での巡業のなかで尹吉の長男・尹正が事故死したことをきっかけに作曲され、発展していった。